# 1992年夏季残疾人奥林匹克运动会冰岛代表团
1992年夏季残疾人奥林匹克运动会冰岛代表团是冰岛派出的1992年夏季残疾人奥林匹克运动会代表团。获得13枚金牌、8枚银牌和18枚铜牌。